# تيرا أستراليس
تيرا أستراليس (بالإنجليزية:Terra Australis) قارة افتراضية ذكرت لأول مرة في العصور القديمة، وظهرت على الخرائط بين القرنين الخامس عشر والثامن عشر، وهي تعني باللاتينية : الأرض الجنوبية. لم تكن فكرة وجود تيرا أستراليس أساسها دراسة وأبحاث أو مشاهدة مباشرة ، بل كانت قائمة على فكرة أن اليابسة الواقعة في نصف الكرة الشمالي يجب أن يكون هناك ما يقابلها في نصف الكرة الجنوبي . هذه الفكرة أدت إلى ظهور ما يسمى نظرية توازن الأرض والتي ذكرها في وقت مبكر من القرن الخامس الأسقف الروماني ماكروبيوس ورسمها على الخرائط ، حيث كان ماكروبيوس يستخدم مصطلح أستراليس على خرائطه.